# Erik Törnqvist
Erik Olof Törnqvist, född 20 juli 1915 i Alahärmä, död 23 oktober 2001 i Helsingfors, var en finländsk finansexpert och diplomat. Han var bror till Sigfrid och Leo Törnqvist.
Törnqvist blev student 1933 och  politices kandidat 1937. Han blev främst känd som långvarig chef för finansministeriets ekonomiska avdelning 1949–1972. Han hade talrika uppdrag inom ekonomiska organisationer och kommittéer och var 1953–1954 statsminister Sakari Tuomiojas sekreterare. Törnqvist hörde länge till de tongivande ekonomiska experter som drog upp riktlinjerna för flera regeringars ekonomiska politik. Vid förhandlingarna om Nordek var han ordförande för Finlands delegation 1968–1970. Han hade också flera internationella uppdrag, bland annat för FN:s ekonomiska kommission för Europa (ECE), Världsbanken och Internationella valutafonden (IMF). Han fick tidigt en viss erfarenhet av förhållandena i Latinamerika då han i tre månader var utsänd FN-expert för teknisk hjälp till Colombia 1962. Han var ambassadör i Mexiko 1972–1978, då han också var ackrediterad i Guatemala, San Salvador och Havanna.